# Девин (крепост)
Вижте пояснителната страница за други значения на Девин.
Девин (на словашки: hrad Devín, Devínsky hrad) е крепост в Девин, квартал на Братислава, столицата на Словакия.

## Описание
Скалата с височина 212 метра на мястото, където Морава се влива в Дунав е отлично място за укрепление. Контролирането на това стратегическо място позволява контрола на важния търговски път по Дунав и на част от пътя на кехлибара. Поради тези причини мястото е заселено още от неолита и укрепено от бронзовата и желязната епохи. По-късно келтите и римляните построяват крепости там.
Крепостта се намира на границата между Словакия и Австрия. Границата минава по реките Морава и Дунав. До 1989 г. Желязната завеса между Източния блок и Запада се спуска точно пред замъка. Зоната около замъка представлява ограничена военна зона и е силно защитена и укрепена с наблюдателни кули и бодлива тел, въпреки че замъкът е отворен за посетители. След Кадифената революция местността е демилитаризирана.
Най-красивата част от крепостта е малката наблюдателна кула, известна като „Девичата кула“.  Тя е отделена от основната крепост, намира се на самотна скала и за нея има много легенди, свързани със затворени нещастно влюбени дъщери, скачащи от нея и намиращи смъртта си.
Вътрешността на крепостта се състои от стени, стълбища, открити дворове и градини в различно състояние. Всички са достъпни благодарение на постоянни реставрация и археологически проект, провеждан от възстановяването на словашката власт над Девин от окупацията от Нацистка Германия, която го анексира малко преди Втората световна война.

## Етимология
Името на крепостта вероятно произлиза от стария индо-европейски/праславянски корен „deiv-“, обозначаващ светлина и визуално възприятие. Devín, Divín, Devinka, Divino, Dzivín и други подобни славянски имена могат да бъдат интерпретирани като наблюдателни кули или точки за наблюдение.  Същият корен, отнасящ се към поглед може да бъде намерен и в думата div (зъл дух), което би означавало, че крепостта се нарича „мястото на злите духове“. По-малко вероятно, но известно обяснение е произходът на думата да е от старата славянска дума „deva“ (момиче). В този случай крепостта би се наричала „крепостта на момичето“. 

## История
Крепостта „Девин“ е сред най-старите крепости в Словакия. Упомената е в писмени източници за първи път през 864 г., когато Лудвиг Немски обсажда принц Ростислав в една от честите войни между Франките и Великоморавия в „крепостта Довина“. От друга страна идентичността на крепостта Довина и Девин бива поставена под съмнение поради лингвистични причини и липсата на убедителни археологически доказателства.
По време на великоморавския период Девин е център на голяма агломерация. Между 850 и 863/870 г. в крепостта е построена църква.  Редкият ѝ стил е най-близък до църквите от Далмация и Норик – местностите с трайна традиция на късноантична и византийска архитектура.  Вътрешността на църквата е украсена с фрески, чиито цветове произлизат от Северна Италия.  Местните свещеници са извършвали административна и учебна дейност. Близо до църквата са открити шест гроба от епохата на Великоморавия и други предмети. 
През 13 век е построена каменна крепост, чиято цел е защитата на западната граница на Унгарското кралство, чието съществуване е документирано през 1271 г. „Castelanus de Devin“ е описана през 1326 г. Между 1301 и 1323 крепостта бива владяна от херцозите на Австрия, които я отдават на Ото от Телесбрун. През 1323 г. крепостта става владение на владетелите на комитата Позсони (Pozsony). През 1385 г. крепостта е превзета от Йобст Моравски, който я задържа до 1390 г., когато крал Сигизмунд I Унгарски си я възвръща и я дава на херцог Стибор. След това кралят залага замъка в полза на австрийски рицар – Лесел Херинг, който го прехвърля на Никола II Горянски през 1414 г. Около 1444 г. крал Фридрих III Германски превзема замъка, но го отдава на Ладислас Гарай през 1450 г.
През 15 век към крепостта е добавен дворец. Укреплението е усилено по време на войните срещу Османската империя. Крепостта никога не е превзета, но след като Унгарското кралство се присъединява към хабсбургската монархия и османците са победени, то престава да бъде важна гранична крепост и да бъде използвано от армията. Стефан Батори получава замъка от краля като дарение. Но според Стефан Батори собственик на крепостта е родът Кеглевич. Той го залага за 40 000 гулдена при рода Палоксай. През 1609 г. Матиас II потвърждава, че Кеглевич все още владее крепостта, но няма парите да си плати залога на семейство Палоксай. Близо 100 години по-късно, през 1635 г. заемът върху крепостта е платен. През 1809 г. крепостта е разрушена от оттеглящите се войски на Наполеон I.
Някои части от крепостта са реконструирани през 20 век и в крепостта се намира музей. Археологически разкопки на мястото показват останките от римска кула, датирана към 1 век.